# Little Sister (película de 2016)
Little Sister es una película estadounidense de comedia negra de 2016 escrita y dirigida por Zach Clark. La película está protagonizada por Addison Timlin como una joven monja que visita el hogar de su infancia después del regreso de su hermano de Irak.

## Reparto
- Addison Timlin como Colleen Lunsford
- Ally Sheedy como Joani Lunsford
- Keith Poulson como Jacob Lunsford
- Peter Hedges como Bill Lunsford
- Barbara Crampton como la Reverenda Madre
- Kristin Slaysman como Tricia
- Molly Plunk como Emily

## Producción
Cuando se le preguntó en una entrevista si agregó detalles autobiográficos a la historia de la película, el director Zach Clark dijo: "Mi productora y compañera de vida creativa, Melodie Sisk, fue lo suficientemente generosa como para dejarme robar generosamente de su vida... Pusimos nuestras respectivas historias familiares en una licuadora y eso se convirtió en la columna vertebral emocional de Little Sister. Tengo una hermana llamada Colleen, un hermano llamado Jacob, un padre llamado Bill y una madre llamada Joani. El apellido del padrastro de Melodie es Lunsford. Rodamos la mayor parte de la película en la casa de sus padres. Ningún personaje es una representación textual de sus homónimos, pero cada latido emocional de la película tiene una resonancia de la vida real para mí o para Melodie".
Los efectos protésicos para el personaje de Jacob Lunsford fueron diseñados por Brian Spears y aplicados por Peter Gerner.
Sobre el tema de los detalles de la época, Clark dijo: "Nuestro diseñador de vestuario, David Withrow, era un verdadero maniático de lo que estaba y no estaba de moda en 2008, y creo que su trabajo es el más meticuloso en términos de vender la época. Más allá de eso, hubo muchas verificaciones dobles para asegurarse de que ciertos accesorios o productos hubieran existido en el período. Me lo tomé muy en serio. Los informes de noticias que ven en la televisión son recreaciones casi textuales de la apariencia de las noticias locales de la época en Asheville, Carolina del Norte. El diseño de los sitios web también fue muy importante para el ambiente de la época. En las tomas exteriores, tratamos de mantener al mínimo los autos fuera de la época, pero ahí es donde probablemente fuimos más laxos con la ambientación de la época".

## Estreno
Little Sister se estrenó en South by Southwest el 12 de marzo de 2016. Los derechos de distribución de la película fueron adquiridos por Forager Films de Joe Swanberg, una novedad para la compañía.
La película se estrenó en cines de forma limitada en Nueva York el 14 de octubre de 2016, con un lanzamiento simultáneo en Amazon Video e iTunes en los EE. UU. y en todo el mundo en Vimeo. Su estreno en cines se amplió posteriormente a Chicago, Los Ángeles, Washington D. C. y ciudades adicionales.
La película fue lanzada en DVD y Blu-ray el 7 de febrero de 2017.